# Kasteel Sorghvliedt

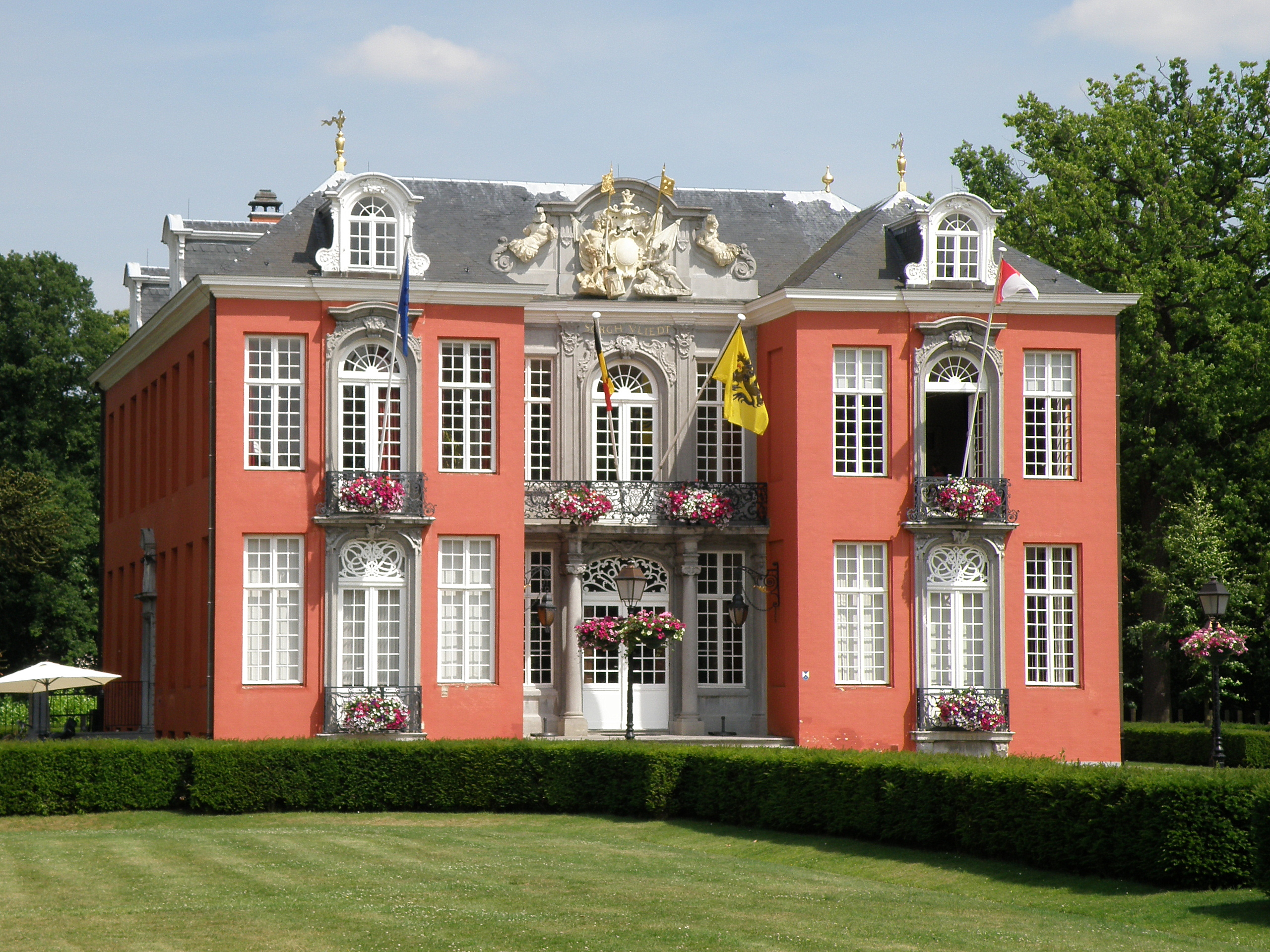
Kasteel Sorghvliedt

Kasteel Sorghvliedt (ook: Zorgvliet) is een kasteel met park in de tot de gemeente Antwerpen behorende plaats Hoboken, gelegen aan de Marneflaan 3.

## Geschiedenis
In de 16e eeuw stond hier een hoeve met de naam Winckeleynde en ook een klein hof van plaisantie (buitenhuis). Dit domein was van 1660-1815 in bezit van de familie Du Bois. Dezen lieten van 1745-1750 het kasteel op de 16e-eeuwse fundamenten van het buitenhuis optrekken. Dit kasteel werd gebouwd in rococostijl. Architect was Jan Pieter van Baurscheit de Jonge. In 1752-1753 werden ook de tuinen naar zijn ontwerp aangelegd. Begin 19e eeuw werd een belvedère gebouwd.
In 1937 werd het kasteel aangekocht door de toenmalige gemeente Hoboken. In de daaropvolgende jaren werd het ingericht als gemeentehuis. Het kasteelpark werd een openbaar park. Daar waar de moestuin en de boomgaard zich bevonden werden sportvelden aangelegd. De fonteinen in de vijver zijn afkomstig van de Expo 58.

## Kasteeldomein
Het kasteel heeft twee verdiepingen en een U-vormige plattegrond. Het kasteel was oorspronkelijk gelegen binnen een rechthoekige omgrachting die nog gedeeltelijk aanwezig is. De westgevel met ingangspartij is rijk versierd en toont het wapenschild van de familie Du Bois.
Het domein heeft verder een oranjerie, een hovenierswoning, een wegkapelletje, een classicistische belvedère met zuilengalerij. In het ruim 16 ha grote domein staan de beelden Humanisme van Marcel Mazy en De Rivier van Velitchko Minekov.
In het zuiden en zuidoosten van het domein vindt men bos. Het betreft een zuur beukenbos waarin ook een aantal monumentale bomen aanwezig zijn.